# Per Björntorp
Sven Per Arvid Björntorp, född den 25 maj 1931 i Jönköping, död den 10 oktober 2003 i Hovås, Askims församling, var en svensk läkare.
Björntorp avlade studentexamen 1950, medicine kandidatexamen 1952 och medicine licentiatexamen vid Göteborgs universitet 1957. Han var vikarierande underläkare vid kirurgiska avdelningen på Bollnäs lasarett 1955 och vid medicinska kliniken på Sahlgrenska sjukhuset 1956–1958 samt amanuens vid klinisk-kemiska institutionen på Göteborgs universitet 1959–1960. Björntorp promoverades till medicine doktor 1960, hade forskningsuppdrag i Förenta staterna 1961–1962 och blev forskardocent vid Statens medicinska forskningsråd 1964. Han blev docent vid Göteborgs universitet 1963 och professor i invärtes medicin där 1977. Bland Björntorps fritidsintressen märks kammarmusik. Han var medlem av Sundbergska kvartettsällskapet. Björntorp vilar på Bovallstrands kyrkogård.